# 兰迪·朱特尔
兰迪·朱特尔（英語：Randy Jirtle，1947年11月9日—）是一位美国生物学家，主攻表观遗传学，知名于对DNA甲基化的探究。